# Euphyia altivagans
Euphyia altivagans là một loài bướm đêm trong họ Geometridae.